# Alkersum
Alkersum (Aalkersem en frison septentrional) est une commune allemande de l'arrondissement de Frise-du-Nord, dans le Land de Schleswig-Holstein. Elle se situe sur l'île de Föhr.